# Димитър Гюджеменов
Димитър Гюджеменов е бивш футболист, нападател. Играл е за Етър, Чумерна, Локомотив (Горна Оряховица), Славия, Хан Аспарух (Исперих), Първа атомна, Ботев (Враца) и Ловико. През есента на 1994 г. отива в Славия и още в първия кръг отбелязва 2 гола на Локомотив (Пловдив) в Пловдив. После започна да бележи голове във всеки кръг. Но на мача с Левски (София) от шестия кръг още в средата на първото полувреме Георги Славчев му счупи крака, явно това му беше целта. След това се лекува няколко месеца и влиза като резерва в няколко мача. След като се възстанови отиде в Хан Аспарух (Исперих). Има 4 мача и 1 гол за Етър в турнира Интертото. Бил е треньор в ДЮШ на Ботев (Враца).

## Статистика по сезони
- Етър – 1985/86 – А група, 1 мач/0 гола
- Етър – 1986/87 – А група, 14/1
- Етър – 1987/88 – А група, 3/0
- Чумерна – 1988/89 – В група, 25/7
- Локомотив (ГО) – 1990/91 – A РФГ, 30/5
- Локомотив (ГО) – 1991/92 – A РФГ, 15/2
- Янтра – 1992/93 – A РФГ, ?/?
- Славия – 1993/94 – A РФГ, 10/5
- Етър – 1995/ес. - А група, 6/1
- Хан Аспарух (Исп) – 1995/96 – Б група, 23/4
- Първа атомна – 1996/97 – Б група, 21/3
- Ботев (Враца) – 1998/ес. - Б група, 12/1
- Ловико – 1999/00 – В група, 24/7
- Етър – 2000/01 – В група, 21/5